# Piramide van Menkaoera
De Piramide van Menkaoera is de op twee na grootste piramide op het plateau van Gizeh. Hij heeft de benaming: Menkaoera is goddelijk. De piramide bestaat uit kalksteen uit nabijgelegen plekken.

## De piramide zelf
Het piramidecomplex bestaat uit de hoofdpiramide en drie kleinere piramiden. Aan de oostzijde bevinden zich resten van een tempel en een processieweg naar de Nijl. De piramide is gebouwd als graftombe voor farao Menkaoera in de 26e eeuw v.Chr. De oorspronkelijke hoogte van de hoofdpiramide is 66,45 meter, met zijden van 104,6 meter. Deze piramide werd in de klassieke tijd de rode piramide genoemd, vanwege het gebruik van rood graniet als buitenbekleding.
De ingang is bij de noordelijke muur en vier meter boven de grond. De gang daalt naar beneden tot onder het grondniveau. Als beveiliging tegen grafrovers konden er drie blokken worden neergehaald die de gang afsloten. Dan kronkelt de gang met een boog en komt uit in een grote kamer. In de bovenste deel van de grote kamer ontdekte Vyse de restanten van een houten sarcofaag met de naam van Menkaoera en menselijke botten. De sarcofaag werd meegenomen op het schip Beatrice met bestemming Groot-Brittannië maar het zonk tussen Malta en Spanje.

### Andere gebouwen
Het piramidecomplex omvat nog andere piramiden waar de koninginnen Chamerernebti II en twee onbekende koninginnen zijn begraven. De piramiden zijn genoemd: G3a, b en c. Nummer A is ontdekt en onderzocht door George Reisner; zijn basis is 44 meter en de hoogte 28,4 meter. Bij deze piramide gaat er een gang naar beneden waar centraal een dodentempel staat voor de koningin. Anders dan bij nummer A hebben de piramides B en C een trappenmodel en is er geen gang binnen in de piramide maar buiten de piramide.
De dodentempel van Menkaoera is de compleetst bewaard gebleven dodentempel op het Gizeh-plateau. Hij is gemaakt van kalksteen, graniet en tichelsteen.

## Galerij

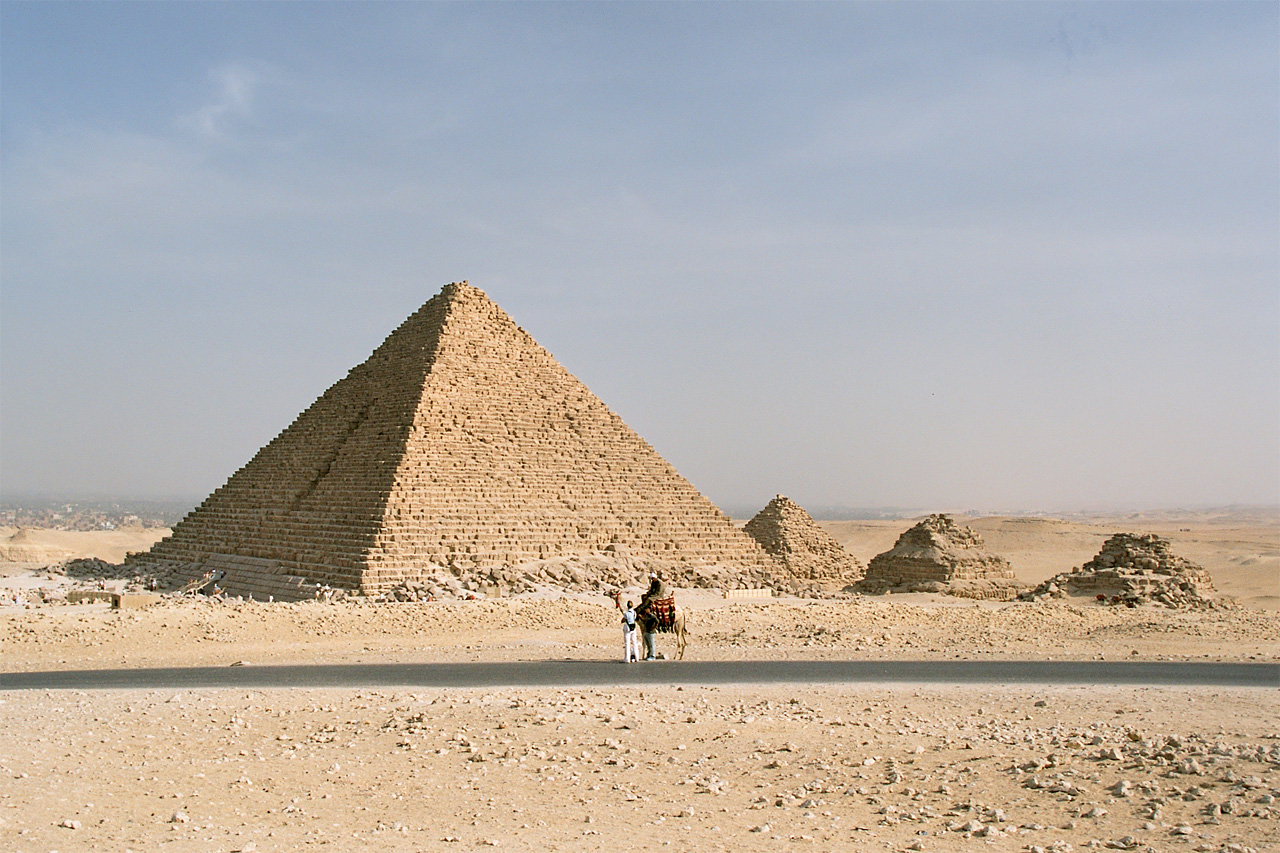
Het piramidecomplex
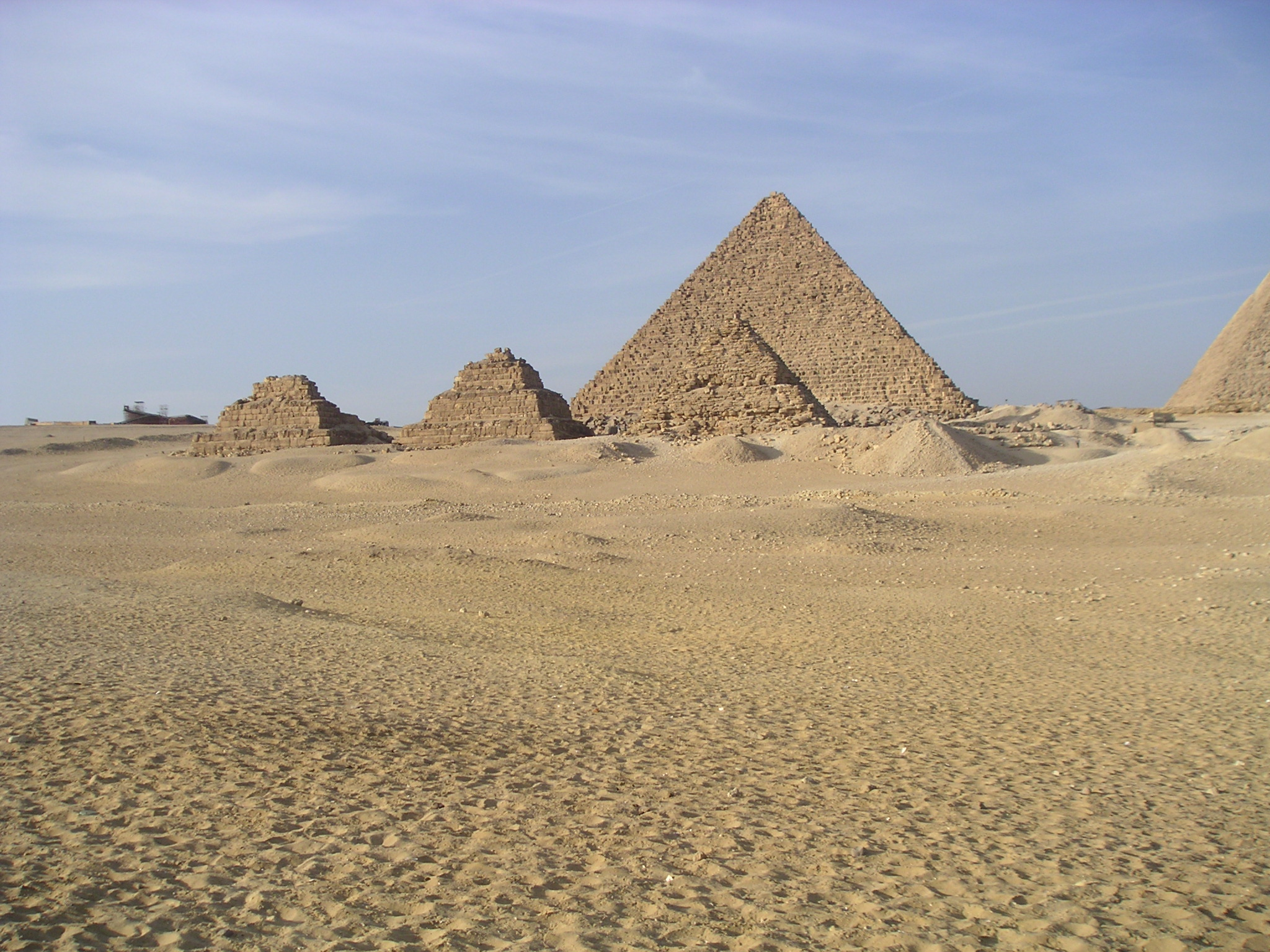
Piramides G1a, G1b en G1c voor de piramide van Menkaoera
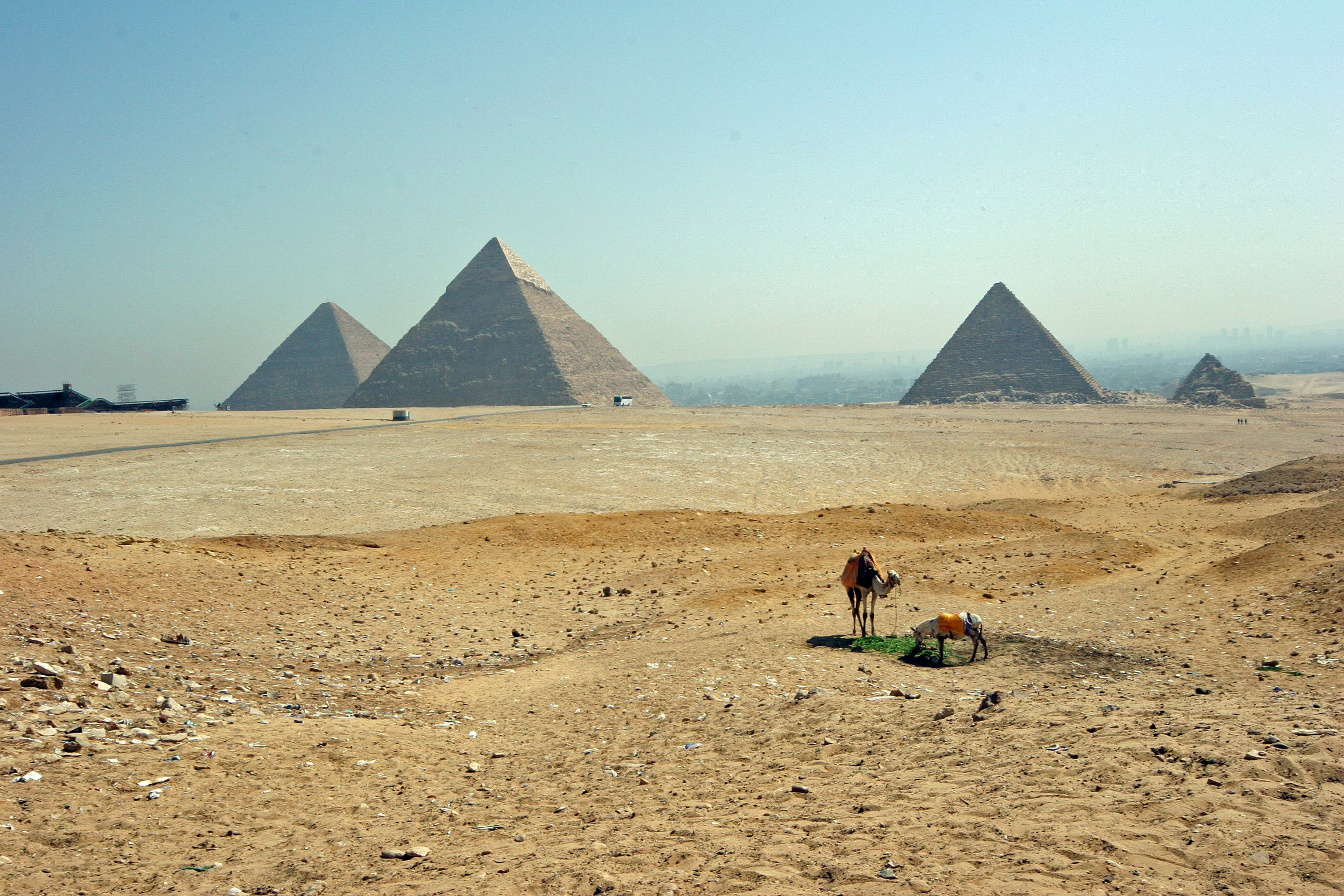
Vanaf de woestijn
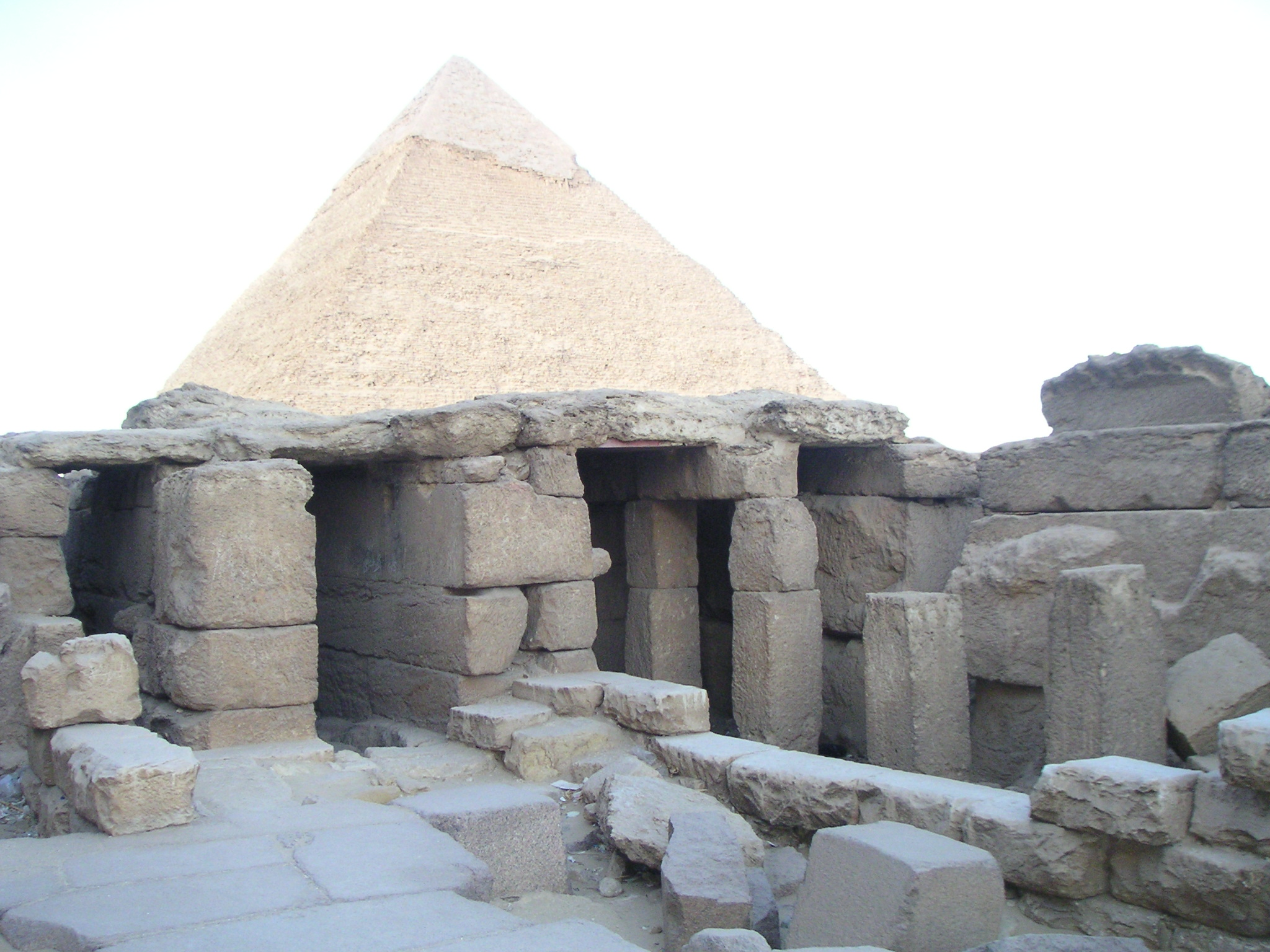
Daltempel van Menkaura
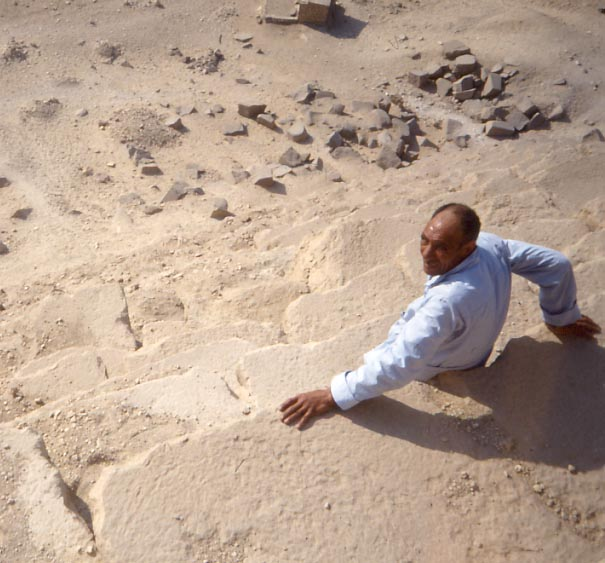
Van boven
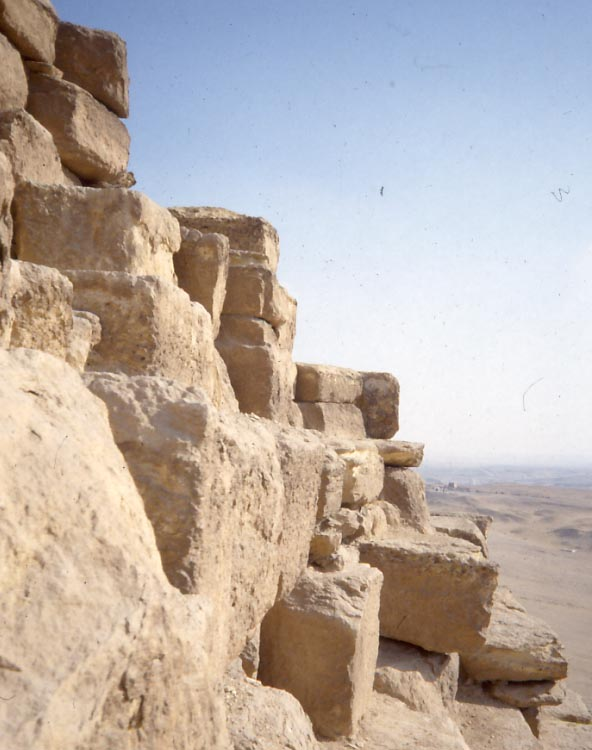
De site van Menkaura
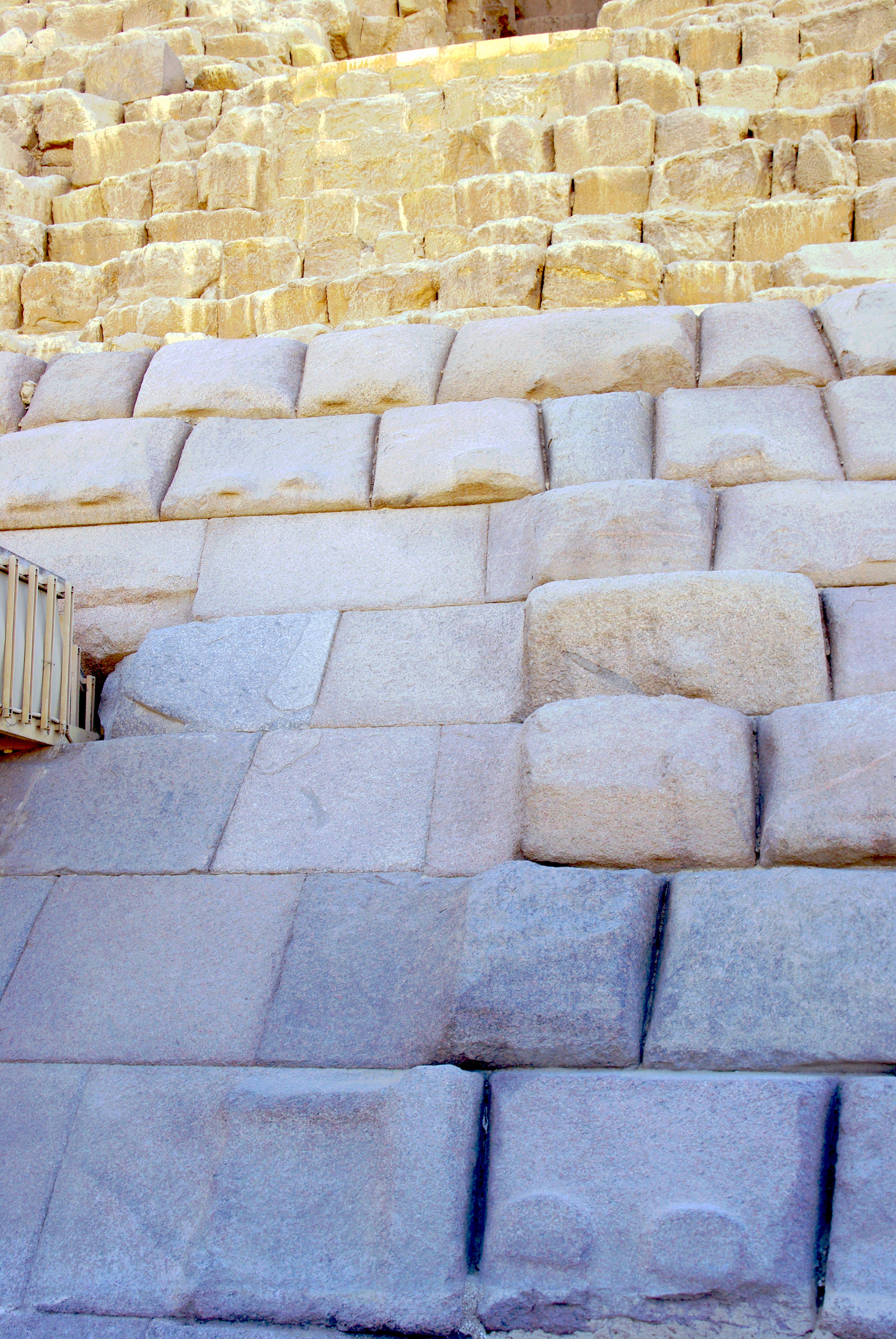
De buitenste laag is goed te zien bij de ingang
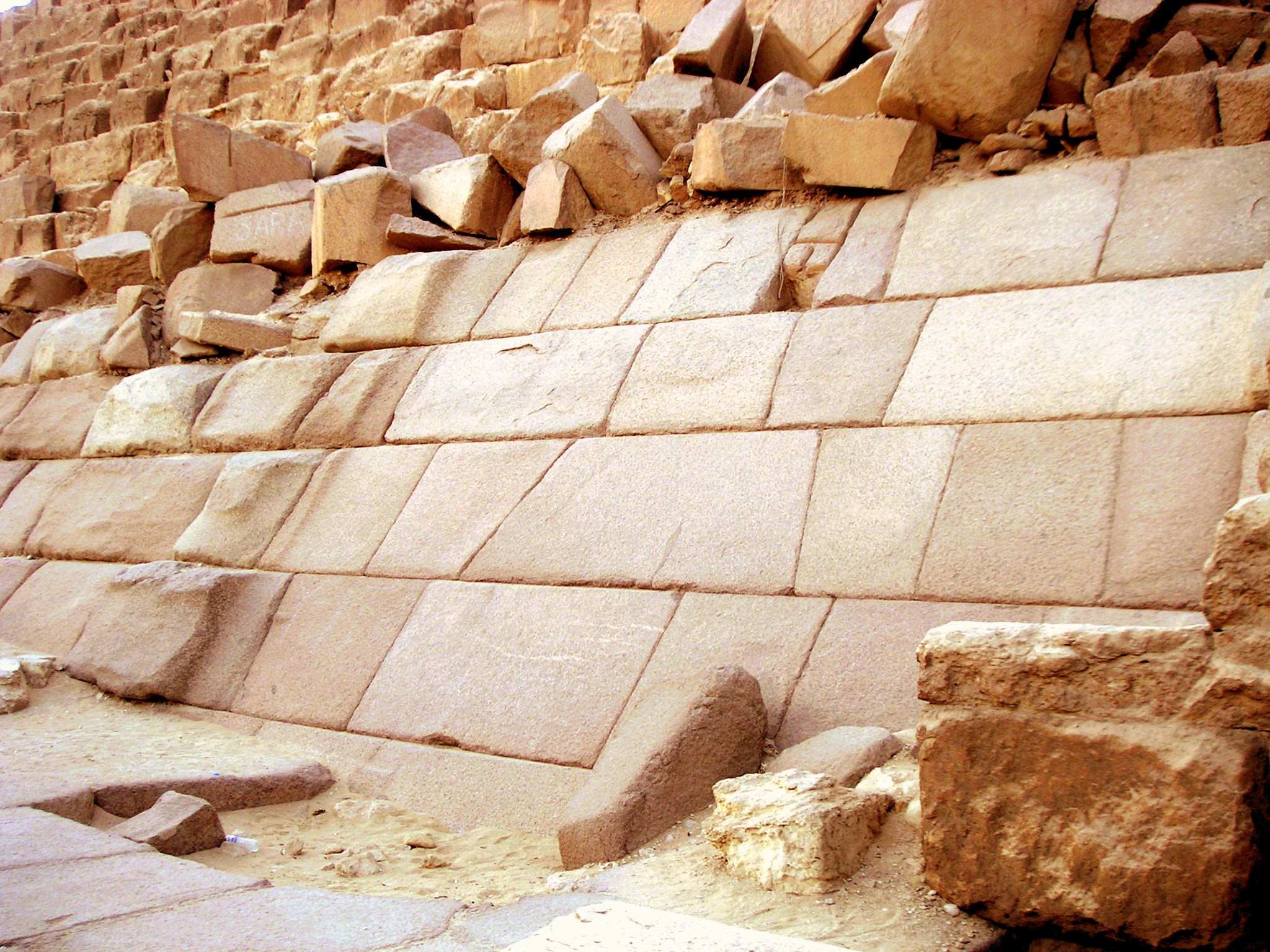
De oorspronkelijke buitenkant van de piramide